# ムバーラク・ホージャ
ムバーラク・ホージャ（モンゴル語: Mubarak Khwaja, ? - ?）は、チンギス・カンの息子ジョチの子孫で、オルダ・ウルスの第9代当主。ペルシア語による表記はمبارک خواجہ (mubārak khwāja)。
その出自については不明な点が多いが、ジョチの十三男トカ・テムルの末裔であるとする説がある。

## 概要
14世紀初頭、オルダ・ウルスでは王族のクペレクが当主のバヤンに対して叛乱を起こし、クペレクが中央アジアのカイドゥ・ウルスの協力を得たことでバヤンはオルダ・ウルスを逐われるという事件が行った。この事件を通じてオルダ・ウルスは弱体化し、『集史』など同時代の史料に全く言及されなくなる。
バヤン以後のオルダ・ウルスについて始めて詳細に言及するのはティムール朝期に編纂された『ムイーン史選』で、同書によると「ノガイの息子サシ・ブカ」なる人物がジョチ・ウルスのウズベク・ハン（在位：1313年 - 1342年）と同時代にオルダ・ウルスを治めていたと記される。『ムイーン史選』はサシ・ブカが「決してトグリル・ハンとウズベク・ハンへの奉仕の道に背かなかった」こと、その息子エレゼンが「ウズベクの命によって」父の地位を継承したことなどが記され、この頃のオルダ・ウルスは完全にバトゥ・ウルス（ジョチ・ウルス右翼部）に従属する状態にあったようである。
同じく『ムイーン史選』によると、エレゼンの地位を継承したのが「サシ・ブカの孫ムバーラク・ホージャ」なる人物であったという。ムバーラク・ホージャはスィグナクで発行したヒジュラ暦728年（西暦1327年/1328年）付け貨幣が現存しており、実在性の疑わしい14世紀前半のオルダ・ウルス君主の中で唯一実在の君主と判明している人物である。
ムバーラク・ホージャの事蹟について、『ムイーン史選』は「大きな野心を抱いて叛乱を起こし、今日に至るまでその争乱はキプチャク草原で知られている」と記されている。これは、ムバーラク・ホージャがバトゥ・ウルスへの隷属状態から脱するために叛乱を起こし、その混乱が長期化し『ムイーン史選』編纂時点（15世紀初頭）まで続いていたことを示していると理解されている。また、前述した自らの名を刻んだコインの発行も、バトゥ・ウルスからの独立の表明を意識したものであったと考えられている。
しかし、ムバーラク・ホージャの蜂起は上手くいかなかったようで、「叛乱から半年後にトルキスタン地方から放逐され、2年半の放浪の末に没した」と伝えられている。ムバーラク・ホージャの後、その弟チンバイが「ジャーニー・ベクの命によって」地位を継承したという。これは、ムバーラク・ホージャの没落とともにオルダ・ウルスが再びバトゥ・ウルスに隷属するようになったことを指すものと見られている。

## 出自
前述したように、『ムイーン史選』はムバーラク・ホージャをサシ・ブカの孫とする。しかし、同書はサシ・ブカをノガイの息子とするが、右翼ウルス君主たるノガイの息子が左翼ウルス当主になったというのは考えづらく、この系譜は疑わしいものとされる。多くの研究者は『集史』「ジョチ・ハン紀」にオルダの曾孫として「サシ・ブカ」の名前が挙げられるのに注目し、『ムイーン史選』の伝える「オルダ・ウルス君主のサシ・ブカ」とその後継者たち（エレゼン、ムバーラク・ホージャ）はオルダ家の出身であるとする。
近年、赤坂恒明は『高貴系譜』といった系譜史料においてジョチの十三男トカ・テムルの子孫として「ムバーラク・ホージャ」という名前が挙げられることに注目し、サシ・ブカ/エレゼン/ムバーラク・ホージャらがトカ・テムル裔であるという説を提唱した。赤坂は『高貴系譜』の影響を受けて成立した『神秘の海』では「ムバーラク・ホージャ・ハン」と「ハン」の称号をつけられていることを紹介し、この「ムバーラク・ホージャ・ハン」こそ『ムイーン史選』の伝える「オルダ・ウルスの君主ムバーラク・ホージャ」と同一人物であろう、と論じている。

### ボアル家説
- ジョチ(Jöči ＞朮赤/zhúchì,جوچى خان/jūchī khān)
  - ボアル(Bo’al ＞بوول/būāl)
    - タタル(Tatar ＞تاتار/tātār)
      - ノガイ(Noγai ＞نوقاى/nūqāy)
        - サシ・ブカ(Sasi buqa ＞ساسی بوقا/sāsī būqā)
          - エレゼン(Erezen ＞یرزن/īrazan)
            - ムバーラク・ホージャ(Mubarak Khwaja ＞مبارک خواجہ/mubārak khwāja)
            - チンバイ(Čimbay ＞جیمبای/jīmbāy)

### オルダ家説
- ジョチ(Jöči ＞朮赤/zhúchì,جوچى خان/jūchī khān)
  - オルダ(Orda ＞斡魯朶/wòlǔduǒ,اورده/ūrda)
    - サルタクタイ(Sartaqtai ＞سرتاقتای/sartāqtāī)
      - コニチ(Qoniči ＞火你赤/huŏnǐchì,قونیچى/qūnīchī)
        - バヤン(Bayan ＞伯顔/bǎiyán,بایان/bāyān)
          - サシ・ブカ(Sasi buqa ＞ساسی بوقا/sāsī būqā)
            - エレゼン(Erezen ＞یرزن/īrazan)
              - ムバーラク・ホージャ(Mubarak Khwaja ＞مبارک خواجہ/mubārak khwāja)
              - チンバイ(Čimbay ＞جیمبای/jīmbāy)

### トカ・テムル家説
- ジョチ(Jöči ＞朮赤/zhúchì,جوچى خان/jūchī khān)
  - トカ・テムル(Tosa temür ＞توقا تیمور/tūqā tīmūr)
    - バイムル(Bayimur ＞بایمور/bāyimūr)
      - トガンチャル(Toγančal ＞توغانجار/tūghānjār)
        - サシ(Sasi ＞ساسی/sāsī)
          - ノカイ(Noγai ＞نوقاى/nūqāy)＝サシ・ブカと同一人物か
            - エレゼン(Erezen ＞یرزن/īrazan)

        - グラク(Buz γulaq ＞توغانجار/būz ghulā1q)
          - ムバーラク・ホージャ(Mubarak Khwaja ＞مبارک خواجہ/mubārak khwāja)
          - チンバイ(Čimbay ＞جیمبای/jīmbāy)

## 歴代オルダ・ウルス当主
1. オルダ
2. コンクラン
3. テムル・ブカ
4. コニチ
5. バヤン
6. クペレク
7. サシ・ブカ
8. エレゼン
9. ムバーラク・ホージャ